# Назаровка (Рубцовський район)
Наза́ровка (рос. Назаровка) — селище у складі Рубцовського району Алтайського краю, Росія. Входить до складу Дальної сільської ради.

## Населення
Населення — 157 осіб (2010; 165 у 2002).
Національний склад (станом на 2002 рік):
- росіяни — 70 %
- німці — 28 %